# Montana 139
Montana 139 är ett reservat i Kanada.   Det ligger i provinsen Alberta, i den centrala delen av landet, 2 800 km väster om huvudstaden Ottawa.
Trakten runt Montana 139 består till största delen av jordbruksmark. Runt Montana 139 är det mycket glesbefolkat, med 3 invånare per kvadratkilometer.